# 沈瑩慶
沈瑩慶（1851年—1929年），字星海，沈葆楨次子。清朝政治人物。
以廕生恩赐刑部湖广司主事、湖南候补知府，历任郴州直隶州知州、沅州府知府。